# Бройнроде
Бройнроде (нем. Bräunrode) — деревня в Германии, в земле Саксония-Анхальт. Подчиняется администрации города Арнштайн, входящего в состав района Мансфельд.
Население составляет 477 человек (на 3 декабря 2024 года). Занимает площадь 18 км².
Бройнроде ранее имела статус коммуны. 1 января 2010 года объединилась вместе с соседними коммунами, образовав город Арнштайн.